# Ekam
Ekam (en Tamoul : ஏகம, l'unité suprême) est le terme utilisé dans l'Akilattirattu Ammanai, livre sacré de la religion Ayyavazhi pour représenter l'unité ultime. Dans le second Tiruvasakam, il est dit que tous les objets formés dans l'univers viennent de Ekam, ce qui comprend les dieux, Deva et Açoura. D'après l'Akilattirattu Ammanai, l'état d'Ekam est au-delà de la conscience, et serait l'état extrême d'existence de l'univers entier.

## Signification du nom
Dans le Shivaïsme, le nom Tamoul d'Ekam soit utilisé couramment pour se référer à l'unité de Dieu. Il a une sémantique un peu différente dans l'Ayyavazhi, où l'unité conceptualisée dans Ekam est considérée comme suprême et au-delà de tous dieux et pouvoirs. En sanskrit, Ekam signifie "un, seul, solitaire" (genre neutre) ou "unité" employé comme un nom.

## Conception du Monisme
Ekam est considéré comme le suprême, mais également comme le moi ultime duquel s'est formé l'univers. Ce côté "sans-forme" est défini du point de vue humain. Sous un aspect plus conceptuel, Ekam est vu comme étant présent en chaque chose et ainsi il est le suprême dans lequel toutes substances du cosmos partagent leur existence. Plusieurs allégories peuvent-être appliquées pour qualifier cet état : "sans-forme en toutes formes", "infini dans chaque infini", etc. Le concept utilisé est le monisme, qui ressemble à Brahman dans l'école Advaita Vedānta de l'hindouisme et à la théologie du Smartisme.

## Liens avec le panthéisme
Les dérivations sur Ekam dans les scripts Ayyavazhi sont parfois assez proches de la théologie du panthéisme, selon laquelle tout est dieu. Dans la mythologie Ayyavazhi, les grands dieux comme Vishnou et Shiva ont le pouvoir de gouverner cet 'Ekam'; Shiva l'a eu jusqu'au Kâlî Yuga (un des âges du monde dans l'hindouisme), et Vishnou à partir du Kâlî Yuga. 
Lorsque le principal dieu Ayya Vaikundar est emprisonné dans le petit village de Singarathoppe (en) (Thiruvananthapuram/Trivandrum, Kerala), il dit : « Je suis celui qui a créé l'Ekam et celui qui est omniprésent en toutes choses ». 
Cette phrase révèle Vaikundar comme un Dieu au-delà des attributs d'Ekam, ce qui rapproche la théologie de l'Ayyavazhi du panthéisme.